# Сажин, Валерий Николаевич
Вале́рий Никола́евич Са́жин (р. 30 сентября 1946) — советский и российский литературовед. Исследователь русской литературной эротики, хармсовед.

## Биография
Валерий Сажин родился 30 сентября 1946 года.
Окончил факультет русского языка и литературы Ленинградского педагогического института имени Герцена.
Кандидат филологических наук.
В 1968—1991 годах работал в Отделе рукописей Публичной библиотеки имени Салтыкова-Щедрина. Участвовал в издании самиздатского исторического альманаха «Память». Входит в приёмную комиссию Союза писателей Санкт-Петербурга.
Автор «Книги горькой правды» (1989) о разночинской прозе 1860-х годов, составитель антологии «Занавешенные картинки. Антология русской эротики» (2001, совместно с Михаилом Золотоносовым), Полного собрания сочинений Даниила Хармса в 4 томах (1997—2002), тома сочинений Ивана Баркова для «Новой библиотеки поэта» (2005).